# Jean Purdy
Jean Marian Purdy (* 25. April 1945 in Cambridge; † 16. März 1985 ebenda) war eine britische Embryologin. Sie gilt als Pionierin der In-vitro-Fertilisation und war Mitbegründerin der Bourn Hall Clinic. Gemeinsam mit dem Biologen Robert Edwards und dem Gynäkologen Patrick Steptoe setzte sie die erste Zeugung eines Menschen in vitro um.

## Leben
Jean Purdy kam 1945 als Tochter von Gladys und dem Techniker George Purdy zur Welt. Sie hatte einen älteren Bruder namens John. Von 1956 bis 1963 besuchte Purdy die Cambridgeshire High School for Girls. In ihrer Freizeit spielte sie Geige.
Nach der Schule begann Purdy eine Ausbildung als Krankenpflegerin im Addenbrooke’s Hospital in Cambridge und arbeitete im Chest Hospital in Southampton und dann im Royal Papworth Hospital in Cambridgeshire.

## Forschung
1968 bewarb sich Purdy im Alter von 23 Jahren als Forschungs-Assistentin bei dem Physiologen Robert Edwards. Dieser kollaborierte zu diesem Zeitpunkt bereits mit dem Gynäkologen und Chirurgen Patrick Steptoe. Das kleine Team musste das Forschungsprojekt wegen moralischer Bedenken der Öffentlichkeit aus eigener Tasche finanzieren, weshalb Edwards und Steptoe andere Vollzeit-Berufe ausübten. So übernahm Purdy den Großteil der praktischen Laborarbeit und organisierte den Kontakt mit Patientinnen, die zu Beginn ihre Eizellen für Forschungszwecke und später für Behandlungen spendeten. Als Teil ihrer Forschung beschrieb Purdy als erste die Bildung der menschlichen Blastocyste, eine wichtige Grundlage für die biotechnologische Nutzung embryonaler Stammzellen. 1978 wurde Louise Brown, das erste durch IVF gezeugte Kind, geboren. Purdy war diejenige, die die ersten Zellteilungen des Embryos unter dem Mikroskop beobachtete.
Nach den ersten Erfolgen blieb weiterhin eine externe Finanzierung aus. Daher gründeten Purdy und Edwards 1980 die Bourn Hall Clinic, die erste IVF-Klinik und ein Unternehmen, das weitere Fertilitätsforschung durch die Vermarktung der IVF-Technologie finanziert. Purdy war die technische Direktorin der Klinik. Während ihrer Tätigkeit in Oldham und Bourn Hall begleitete sie die Entstehung von 360 Kindern und war Koautorin in 26 wissenschaftlichen Artikeln.

## Tod
Purdy starb am 16. März 1985 im Alter von nur 39 Jahren an den Folgen eines malignen Melanoms. Sie wurde auf dem Kirchfriedhof in Grantchester neben ihrer Großmutter und Mutter beerdigt.

## Ehrung und Anerkennung
Von dem ursprünglich dreiköpfigen Team, erhielt nur Robert Edwards 2010 den Nobelpreis für Physiologie oder Medizin. Purdy und Steptoe waren zu dem Zeitpunkt der Vergabe bereits verstorben. Da Nobelpreise nicht posthum vergeben werden, kamen sie für den Preis nicht mehr in Frage.
Eine Gedenktafel, die im Kershaw’s Cottage Krankenhaus zur Erinnerung an die erste menschliche IVF angebracht wurde, erwähnte nur Edwards und Steptoe. 1980 bat Edwards die Oldham Area Health Authority auch Purdys Namen hinzuzufügen und betonte, dass er die Beiträge aller drei als gleichwertig betrachte. Ihr Name wurde ohne genaue Begründung nicht hinzugefügt. Die Tafel wurde 2015, als ihre Beiträge zur IVF langsam in das öffentliche Bewusstsein rückten, von der British Royal Society of Biology ausgetauscht und führt ihren Namen neben den von Edwards und Steptoe.
Die fehlende Anerkennung von Purdys Leistungen für IVF wird als Beispiel für Sexismus in der Wissenschaft gewertet.
Purdys Leben und Forschung sind Gegenstand des biografischen Historienfilms Joy. Purdy wird von der neuseeländischen Schauspielerin Thomasin McKenzie gespielt.

## Zitate
„There were three original pioneers in IVF not just two.“

„Es gab drei ursprüngliche Pioniere der IVF, nicht nur zwei.“